# Хамана
Хамана (Хамана-Ко; яп. 浜名湖) — солоноватое лагунное озеро на юге центральной части японского острова Хонсю. Располагается на территории префектуры Сидзуока. Относится к бассейну Тихого океана, сообщаясь с ним на юге через пролив шириной 200 м, впадающий в залив (плёс) Энсю-Нада.
Площадь озера составляет 65 км² (72,3 км²), глубина достигает 13,1 м. Наибольшие глубины находятся к северу от центральной части акватории. Берега озера изрезаны множеством заливов. Протяжённость береговой линии — 48 км. Через протоку на северо-западе Хамана соединяется с озером Инохана.
Полная циркуляция вод в озере наблюдается весной и осенью. Максимальная концентрация сероводорода составляет 14 мг/л и достигается к завершению летней стагнации водных масс. У верхней границы распределения сероводорода отмечается красноватый оттенок воды.